# 赵亚夫
赵亚夫（1941年4月—），男，汉族，江苏常州人，中华人民共和国农业学家。

## 生平
1961年，毕业于宜兴农林学院农学专业，之后到江苏省镇江专区农科所工作。1966年2月，加入中国共产党。1982年，赵亚夫赴日本学习水稻种植技术，并移植日本原种草莓苗到江苏。回国后，他提出“水田增粮、岗坡致富”的丘陵山区农业开发思路，并动员茅山老区种植农业等经济作物。1993年，当选为镇江市人大常委会副主任。
2001年退休后，他转入全镇江最贫困的戴庄村。并在随后的退休20年时间中，率领当地村民提高有机农业，村集体从2003年的欠账80万元到2020年的年收入420万元。江苏省也将其称为“戴庄经验”，并在江苏省全省推广。
2008年汶川大地震发生后，年近七旬的赵亚夫主动请缨，飞往绵竹援建灾区，指导建成江苏援川农业示范园，带动农民增收3亿元。2013年后，他率领团队参与东西部对口扶贫，走进陕西、江西、湖北、贵州、新疆、广西、重庆等地。同年，被选为第十二届全国人大代表。2018年5月，亚夫团队工作室挂牌成立，建立了“亚夫团队工作室+地方分室+农业专家+乡土人才+种养大户”的组织体系，2020年12月31日，由河南省供销合作总社组织举办的“时代楷模”赵亚夫系列有机农产品推介会在南京举行。

## 荣誉
2008年，他被评选为“2007年度全国十大三农人物”。
2014年5月，中共中央中宣部授予其“时代楷模”荣誉称号。
2018年入选对江苏改革开放40周年先进个人名单。
2019年9月25日，被评选为“最美奋斗者”。
因其在脱贫攻坚战中的杰出贡献与付出，在2021年2月25日全国脱贫攻坚总结表彰大会上，他被授予“全国脱贫攻坚楷模”。中共中央总书记、国家主席、中央军委主席习近平为他颁奖。